# Monteforte d’Alpone
Monteforte d’Alpone – miejscowość i gmina we Włoszech, w regionie Wenecja Euganejska, w prowincji Werona.
Według danych na rok 2004 gminę zamieszkiwały 7073 osoby, 353,6 os./km².